# Dobrowolski Glacier
Dobrowolski Glacier är en glaciär i Antarktis. Den ligger i Sydshetlandsöarna. Argentina, Chile och Storbritannien gör anspråk på området. Dobrowolski Glacier ligger 235 meter över havet.
Terrängen runt Dobrowolski Glacier är huvudsakligen kuperad, men österut är den platt. Havet är nära Dobrowolski Glacier västerut. Trakten är glest befolkad. Närmaste befolkade plats är Commandante Ferraz Station, 6,9 kilometer väster om Dobrowolski Glacier. 